# برج جرس دوبروفنيك
برج جرس دوبروفنيك ( (بالكرواتية: Gradski zvonik)‏ هو برج في دوبروفنيك في كرواتيا.

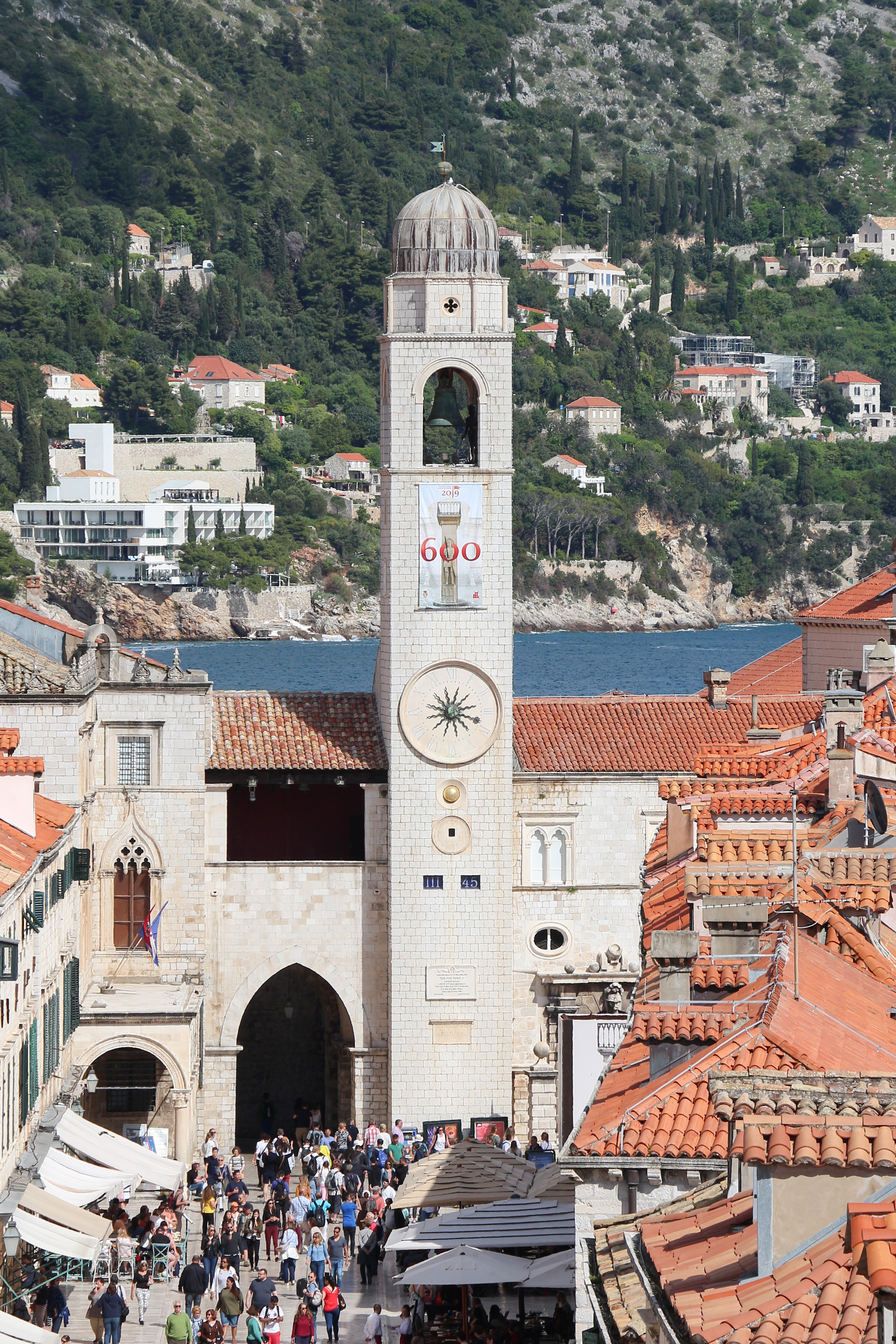

يقع البرج في ساحة لوجا في نهاية شارع سترادون، ويبلغ ارتفاعه 31 مترًا. 
تم تشييد البرج في الأصل عام 1444، وتعرض البرج لأضرار في زلزال دوبروفنيك عام 1667  من بين زلازل أخرى، وبعد أن بدأ في الميل في اتجاه شارع سترادون في أوائل القرن التاسع عشر، تم هدمه في عام 1928  وأعيد بناؤه بالكامل وفقًا للتصميم الأصلي. في عام 1929.  وقد تضرر مرة أخرى في زلزال الجبل الأسود عام 1979، وتم ترميمه في 1987-1988. 
تم صب الجرس البرونزي الذي يضرب الساعات في عام 1506 على يد إيفان رابليانين. 